# Hegyfalu
Hegyfalu là một thị trấn thuộc hạt Vas, Hungary. Thị trấn này có diện tích 11,89 km², dân số năm 2010 là 791 người, mật độ 67 người/km².